# Alois Jaroslav Pražák
Alois Jaroslav Pražák (14. února 1898 Brno – 5. srpna 1981 Nambour, Queensland, Austrálie) byl český právník a vládní zmocněnec a příslušník československého zahraničního odboje ve druhé světové válce.

## Život
Vystudoval právnickou fakultu na Masarykově univerzitě v Brně.
Po roce 1939, kdy pomáhal židovským emigrantům a hrozilo mu zatčení, utekl přes Itálii, Švýcarsko a Francii, kde pracoval u Československého národního výboru, do Velké Británie. Na žádost Jaroslava Stránského pracoval od roku 1942 v zahraničním Ministerstvu spravedlnosti. Na podzim roku 1944 odjel jako člen vládní delegace pro správu osvobozeného československého území do Moskvy a odtud na Podkarpatskou Rus do Chustu. O Vánocích roku 1944 bylo delegaci znemožněno dále pracovat a byla odvezena do Košic.
Při poválečných soudech obhajoval mj. Tomáše Baťu a Jana A. Baťu. Později emigroval do Austrálie.

## Rodina
Alois Jaroslav Pražák byl synem právníka Otakara Pražáka a vnukem politika Aloise Pražáka. Dcera A. J. Pražáka Luisa si vzala za manžela generála letectva Vladimíra Nedvěda.